# Municipio de Albee (Míchigan)
El municipio de Albee (en inglés: Albee Township) es un municipio ubicado en el condado de Saginaw en el estado estadounidense de Míchigan. En el año 2010 tenía una población de 2160 habitantes y una densidad poblacional de 23,07 personas por km².

## Geografía
El municipio de Albee se encuentra ubicado en las coordenadas 43°16′2″N 83°59′13″O / 43.26722, -83.98694. Según la Oficina del Censo de los Estados Unidos, el municipio tiene una superficie total de 93.64 km², de la cual 93,33 km² corresponden a tierra firme y (0,33 %) 0,31 km² es agua.

## Demografía
Según el censo de 2010, había 2160 personas residiendo en el municipio de Albee. La densidad de población era de 23,07 hab./km². De los 2160 habitantes, el municipio de Albee estaba compuesto por el 94,03 % blancos, el 2,13 % eran afroamericanos, el 0,69 % eran amerindios, el 0,09 % eran asiáticos, el 1,67 % eran de otras razas y el 1,39 % eran de una mezcla de razas. Del total de la población el 6,53 % eran hispanos o latinos de cualquier raza.